# Rameski járás

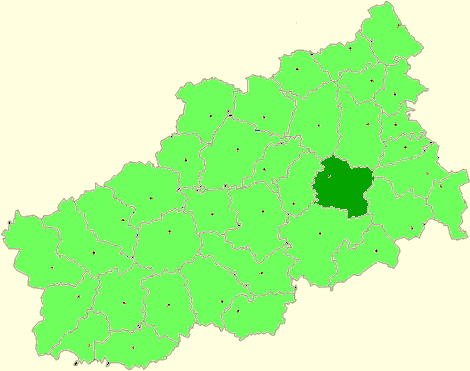
A Rameski járás a Tveri területen

A Rameski járás (oroszul Рамешковский район) Oroszország egyik járása a Tveri területen. Székhelye Rameski.

## Népesség
- 1989-ben 18 029 lakosa volt.
- 2002-ben 15 600 lakosa volt.
- 2010-ben 14 988 lakosa volt, melyből 11 485 orosz, 903 karjalai, 498 tadzsik, 141 ukrán, 109 örmény, 82 üzbég, 57 azeri, 46 tatár, 42 fehérorosz, 41 kirgiz, 41 lezg, 39 csuvas, 39 dargin, 28 moldáv, 25 cigány, 23 csecsen, 17 koreai, 15 mordvin, 15 német, 14 türkmén, 13 udmurt, 11 ingus, 10 oszét stb.